# 異世界美少女受肉おじさんと
『異世界美少女受肉おじさんと』（ファンタジーびしょうじょじゅにくおじさんと）は、原作：津留崎優、作画：池澤真による日本の漫画作品。『サイコミ』（Cygames）にて2019年11月18日から毎週月曜日更新で連載されている。サブタイトルは「ファ美肉おじさんと◯◯」。略称は『ファ美肉』、『ファ美肉おじさん』。

## あらすじ
会社員・橘日向は、冴えない容姿とイケメンな幼馴染・神宮寺司のせいで、モテない日々を送っていた。「こんなにモテないなら、いっそ金髪美少女になってチヤホヤされたい」と愚痴を零していたら、突然現れた愛と美の女神の手により、司と共に異世界転移してしまう。そして日向は、目が覚めると金髪美少女になってしまっていた。日向は男の姿に戻るべく、女神の言うままに魔王を倒す旅に出る。

## 登場人物
声の項はテレビアニメ版の声優。

### 主要人物
橘 日向（たちばな ひなた）
声 - M・A・O（女）、伊東健人（男）、菊池紗矢香（小学生）
本作の主人公。32歳の平凡な男性会社員。女神によって身体を日向の好みとしている金髪の美少女として作り変えられ、神宮寺司と共に異世界へ転移させられることになる。自宅にはビール以外の食料を買い置きしておらず料理もできないなど生活力は低く司に頼りっぱなしだが、コミュニケーション能力は高く誰とでもすぐ仲良くなれ周囲の人物が困っていると当たり前のように手を差し伸べる。年の離れた妹がおり、美少女化してからは妹用の服を着たりしている。
愛と美の女神に選ばれた勇者であり、髪に隠れたうなじの部分に女神の紋章がある。ステータスは基本ゴミだが、「運」だけは高い。身体的なステータスは低いものの勇者としての力は大きく、司を通して発揮されたり、魔族によって起動した兵器・メーポンのエネルギー源としてサブコックピットに放り込まれた際には、メーポンを乗っ取り返したりしている。10巻147話で女神と再会した際に金髪のイケメン男性に変えられてしまう。ステータスに変化はないものの、周囲の女性が魅了されてヤンデレ化するようになっている。14巻で女子の姿に戻るが、自身が精神的にも女子になっていたと自覚した。
なお身体を作り変えられた際に女神から与えられた加護とパッシブスキル「絶世の美貌」「トラブルメーカー」で、自分の姿を見た者をほぼ無差別に魅了してしまう体質となっている。このふたつは前者のみなら交渉事を有利にする程度（橘が「お願い」すると大抵の人物は叶える方向で行動する）だが、後者の呪いによって魅了された者たちの欲や願望を増幅して暴走状態にする。そのため最初に訪れた町で司が人目除けのエンチャントが施されたティアラ（金貨300枚）を購入、身に付けることで魅了の影響をある程度抑制している（イケメン化してからは髪留め）。
神宮寺 司（じんぐうじ つかさ）
声 - 日野聡、高宮彩織（小学生）
橘日向の古くからの親友であり、イケメンでもある。日向と同様に異世界へ転移させられることになる。勉強も運動も得意な完璧超人で、ある程度の技術は見よう見まねで覚えてしまうほど。その完璧超人ぶりは祖母の教育の結果だが、それゆえに人付き合い含めて欠けている部分も多い。孤立気味だった自分をいつも気にかけてくれる日向を心の支えにしており、生活力の低い日向の面倒を何かと見ているが、女性不信の気があり、そのため日向には早く男性に戻ってほしいと思っている。一方で美少女化した日向に魅了されてもおり、（元々は男性である）日向へ恋愛感情を抱くことへの危機感から、普段は強い意志力で抑制している。女神と再会した際に黒髪の美少女に変えられてしまう。以降はジャケットをマントの様に羽織っており、マント留め型の人目避けを使っている。14巻で元の姿に戻るが、男に戻そうとしていた橘が女子としての自分を受け入れてしまったことにショックを受ける。
この世界における立場は「勇者（日向）の武器」。女神から与えられた加護「理想の肉体」で頑丈かつ強力なパワーを発揮するが、日向との意思疎通が不十分だと発揮されない。また「楽園への扉」というスキルで日向の自宅アパートの扉を召喚でき、外部と隔絶された部屋に滞在することができる。

### 女神
異世界を管理する存在。自身を象徴する事象や物に特化していて12柱（＋父神・母神の2柱）存在する。魔王によって打たれた楔によって信者からのエネルギー（神力の素）が届かなくなり弱体化している。それらを解決するために別世界から勇者（1柱につき1名）を召喚した。
愛と美の女神
声 - 釘宮理恵
異世界に12柱いるという女神の1柱。だが、その姿は司曰く「ウサ耳生やした痴女が全身にLED散りばめている」というもので、彼女の眷属や加護を得た者は露出が増えるほど能力が上がる。酔いつぶれた日向を殺して召喚するなど、行動パターンもやっつけ感が強い。出会い頭に侮辱されたこともあって自分で選んだ2人に加護と共に呪いもかけている。12の女神たちの「1柱につき1人の勇者」という取り決め条件だったが、片方を武器扱いにすることで2人を召喚した。
本人は本人なりに相手に喜んでもらおうとしている面はあるが、日向はともかく神宮寺とは価値観が違い過ぎて話がこじれることが多い。11巻でも話がこじれた結果、2人の性別を逆転させてしまうも、それで神力を消耗して身体が幾分小さくなった。14巻のダークエルフの村で行ったファッションショーと神宮寺の捧げもの（髪と衣裳）によって和解。以降は捧げものの衣装を身に纏うようになり、勇者である橘にもかなり甘くなっている。
夜の女神
声 - 能登麻美子
異世界に12柱いるという女神の1柱。夜と闇を司る神なので昼夜逆転している。シュバくんを召喚したが、同じレベルの厨二病患者で、「黒が最強（意訳）」と主張する彼とは非常にウマが合う。そのためか魔王についての情報はしっかりと説明している。
風の女神
異世界に12柱いるという女神の1柱。なずなを召喚した。
太陽の女神
異世界に12柱いるという女神の1柱。吉田を召喚した女神。見た目は夏のビーチでふんぞり返っているお姉さん。仕切りたがりな上、信者を使って他の女神の領域を侵略している。
火の女神
異世界に12柱いるという女神の1柱。
水の女神
異世界に12柱いるという女神の1柱。
獣の女神
異世界に12柱いるという女神の1柱。完全にシルエットのみの姿で、容姿はハッキリしていない。
石の女神
異世界に12柱いるという女神の1柱。
死の女神
異世界に12柱いるという女神の1柱。もりを召喚した女神。冥界を管理する女神だが、かつて起きた戦争で信者が激減してしたうえ、魔族にコア部分を破壊されて力をほぼ失っている。橘がダンジョンで拾った捧げもの「記憶の宝玉」で一時的に回復する。
森の女神
異世界に12柱いるという女神の1柱。有馬を召喚した女神。召喚した勇者である有馬が不測の事態（食あたり）で死んでしまったため、魔王討伐戦からは外れてしまっている。
秩序の女神
異世界に12柱いるという女神の1柱。太陽の女神と似たタイプだが、仕切りたがりというよりも纏まりがないのが我慢できない傾向がある。監獄島は彼女の管轄。
混沌の女神
異世界に12柱いるという女神の1柱。獅子井を召喚したが、名前の通り「どんな結果になっても、楽しくて後悔しなければ、それでいいじゃん」という性格。

### 勇者
シュバルツ・フォン・リヒテンシュタイン・ローエングラム
声 - 石川界人
町に着いた日向たちの前に現れた少年。名前が長くて覚えられない、という日向の意向で付いた綽名は「シュバくん」。実は、異世界に12柱いるという女神の1柱「夜の女神」によって召喚された高校3年生の日本人で、いわゆる中二病的な言動をとるものの、素の性格は年相応。当然だがシュバルツというのは自称で、ステータス画面にある本名もひた隠しにしている。日向たちと異なり夜の女神とは意気投合しており、女神の召喚スキルを持つ。基本はビビリだが勇者願望も強く、いざとなれば（半ば自棄だが）強敵にも立ち向かう度胸を持つ。
右手の甲に女神の紋章があり、自らの中二病を具現化した聖剣・グラムを持つ。グラムは全長1メートル強の両手剣でシュバルツが「斬りたいと願ったもの」は実体の無い光線であろうと、物理的に干渉できないステータスの異常であろうと斬ることが出来る。だが、日向たちと出会った時点では生き物を斬る覚悟が無かったので鞘に入れたまま振り回していたらしく、グラムの能力自体知らず、初めて使った際は剣先の延長線上にあるものは無差別に斬ってしまい、それ以降怖くて抜けなくなる。しかしルシウスとの特訓を経てグラムの能力を発揮できるようになった。加護の効果は不明。
転生直後は異世界人に話しかけることができず、森の中でサバイバル生活をしていたため毒耐性を獲得している。
鈴奈 なずな　(すずな なずな)
風の女神により召喚された勇者。元高校一年生女子。礼儀正しく無邪気な性格。武器は足の装甲。脚力を大幅に強化することができるが、運が98もある日向とは逆で運が低く「1」しかない。
盗まれた家の鍵と橘の下着を取り戻すべくダンジョンに潜ろうとしていた橘と神宮寺に協力を申し出、ギルドに登録する金が無かったことやなずなの異世界に飛ばされてからの苦労に橘が同情したこと、神宮寺が絆されたことによりダンジョンに同行することになる。
なずなは異世界に来る前は恐らく病気で寝たきり（投薬で髪の毛も抜けていた）であったため、与えられた力をうまく扱うことができていない。以前所属していたパーティでも足を引っ張っており、思い詰めたなずなは橘や神宮寺の前からも立ち去ろうとするが、引き止めた神宮寺からトレーニングを受けることになる。加護によって風に乗って加速したりできるが、発動条件は分かっていない。
吉田 薫（よしだ かおる）
大陽の女神により召喚された勇者。元高校三年生女子だが、召喚された際に男性に変えてもらい「ライトニング」と名乗っていた。
武器はスマホによって情報検索できるアプリ「Goddes（ゴッデス）」。また加護によってスポットライトを浴びると能力が向上する。
もり アキト
死の女神のダンジョンを占拠しているダンジョンマスター。勇者だが、異世界では散々裏切られた末にライズに拾われて協力している。FPSゲーマーで、シュバルツとはまた違うタイプの中二病。加護によって不死身となっており、与えられた武器はPCキーボード。ダンジョンなどのシステムをンとロールできるが、物理面は最弱。
獅子井（ししい）
混沌の女神に召喚された勇者。見た目は青年だが、センスやネタが色々と古く年齢不詳（シュバくんからは「50歳以上」と見られている）。監獄島に収監されていて、橘たちが女神から救出を依頼された。なお、収監された罪状は「国家転覆罪」。生前はやりたいことを何一つ成し遂げられなった未練から、今度の人生は何一つ躊躇わずに行動すると決めている。
やたらとデカイ肩当ての付いた古臭いデザインのファンタジー風の鎧を着ているが、中二くさい詠唱で魔法を使う魔法使い。
有馬奏（ありま そう）
森の女神に召喚された勇者。だが釣った魚を食ったら腹を壊して死亡。冥界の川の手前にいる。女神同士のケンカを仲裁するなど、橘からは「女神誑し」と呼ばれている。

### 日向たちを取り巻く人々
ティロリロ・リリリ・ルー
声 - 藤井ゆきよ
日向たちが召喚された場所に近い森にすむエルフ族の頭目。愛と美の女神の眷族を自称し、己の美しさを誇っている。サテイナ（声 - 遠野ひかる）、ウルティナ（声 - 進藤あまね）という部下がいる。魔法や身体能力にも優れるが、住んでいる森が火災を起こしていても気が付かないなど鈍いところもある。司から借りたダマスカス包丁一本でイカ神を倒すなど、魔法も含めて戦闘力は低くないが、致命的に抜けている。
森林火災の折に近隣の村に事情を聴きに来たが、神宮寺司が狩った森の守護神（と呼ばれる獣）が毛皮となっているのを目撃して、日向と司にクレームを入れてくる。クレームついでに自身の美貌を誇示するが、日向に完敗。日向を殺して勝負を無効にしようとしたことで、司の投石を受けて自慢の髪を切り落とされ精神的にダメージを負う。その後、仕返しするために日向たちを追って出奔するが、奴隷商人に掴まったりイカ推しの村で大騒ぎした挙句、村長の任を押し付けられる。イカ神（を名乗るバケモノイカ）を殺し焼いて食べてからはその味を忘れられず、各地で神と崇められている生物を倒して喰らって回る生活を送り、その折で魔剣パニパニを手に入れる。それからダブルピース海賊団に身を置き、乗組員から「先生」と慕われている。その後監獄島に収監されるが牢名主となり、監獄内の衛生環境を向上させている。脱獄騒ぎの中でイケメンとなった橘に魅了される。監獄島から一行を追いかけてくるが、ダークエルフの村で元の姿に戻ったのに気づかず置いて行かれる。
橘に自己紹介した際の様子から「ルー」が個人名。
魔剣パニパニ
ルーが神と呼ばれていた存在を狩った際に手に入れた武器。黒い刃を形成して鞭のように伸びるが、それ以外の能力は把握していない。ギョロギョロ動く目がついており、頭目の手を離れると柄の部分が開いて足となり、自律的に頭目を追尾するなどしている。監獄島では頭目を助けるために神宮寺と協力するなど、存外に知能は高い。
ルシウス
声 - 喜多村英梨
最初に訪れた町・メルクス領自警団の団長で尋問官も兼ねている女性だが、普段は男装している。街で騒ぎを起こしたシュバルツを捕縛するが、勇者だと判明してからは指揮下に置いて指導している（シュバルツからは師匠と呼ばれている）。
剣技に優れ鋼鉄クラスなら自力で破壊できる。基本的には真面目な人だが、感性はずれている。他者に対する評価は辛辣で神宮寺は自分と近いと評し、領主相手でも暴走して悪事を働くのであれば力技で止めるほど。監獄島出身で双子の弟・ルシアスからはかなり歪んだ感情を向けられている。
シェン
声 - 諏訪部順一
イカの村で神宮寺と知り合った商人で、二人の旅に同行する。日向の魅了が効かない稀有な人物で、そもそも女性に興味がない様子。実は王国に仕える諜報員だが、王国だけに仕えている訳ではないような言動も多い。
ムリア
声 - 芹澤優
王国諜報部の長を務める若い女性でシェンの上司だが、職務に反してポンコツ気味。
ユグレイン
声 - 牧野由依
愛と美の女神を奉る王国の王女。絶賛反抗期中で、侍女に化けたカームに唆されて王国に対する革命運動を引き起こし、メーポン起動の道具に使われる。父王（声 - 速水奨）がダダ甘なことも利用してうやむやにするちゃっかりした性格。
ヤン
サルを連れているワサラ族の若者。とある国の密偵だったらしいが、シェンに取っ掴まって従わされていた。ダンジョンマスターのもりに協力していたが、橘の服と部屋の鍵を盗んで売り払った。ダンジョンで神宮寺に掴まった際にはもりから情報漏洩を防ぐ呪い（口を利いたら爆発する）を掛けられるが、吉田たちを助けるために魔法を使う決断をする（呪い自体はブラフだった）。
ダンジョン脱出後はもりと弱体化したライズも入れて、共に故郷に案内する。彼の故郷には醤油があるらしい。
マーガレット
ダークエルフの女性。非常にマッシブだが、中身は純情乙女。イケメン化した橘に惚れるが、元の姿とは別人な上「内面的には女子になっている」という彼の気持ちを知って身を引く。

### 魔族
魔王と、その眷族を名乗る者たち。外見的には人間と大差ないが、頭頂部に双葉の様なアホ毛（変装などで隠すことは可能）があるのが共通点。精神に干渉する能力をもち、特定の感情を喚起・増幅することで操る（暴走させる）ことが出来る。
ヴィズド
声 - 山崎はるか
最初に訪れた町・メルクス領近辺で暴れており「絶腕のヴィズド」と名乗る。強力な魔導兵器である身の丈3メートルほどのリビングアーマーを纏って（というか「乗り込んで」）いたが本体は小柄な少女、でカームからは最弱と言われた。甘味以外に関しては歯ごたえ優先の味音痴。魔導兵器の扱いに長けているが、兵器に対して擬人化したような扱いをする。
カーム
声 - 愛美
囚われたヴィズドを助けた女。地下牢を地上部分から抉り取る能力があるが、式の展開までの間が長く動いているものには向かない。本人曰く隠密特化だそうだが、王国に潜入するために下働きのメイドから始めるなど回りくどい上に自身がストレス溜めている。
魔王
本拠にいるのだが、まだ赤ん坊。そのため、魔族たちは皆メロメロとなっている。具体的に何をする存在かは不明だが、世界の基点に草薙を打った状態で神々の神力の素（信仰心や捧げもの）を断った状態。
ライズ
脳筋で声が大きい大雑把な男。司るのは「欲望」で、自身の望むことには極めて正直。神宮寺との戦いでコアを破壊され、ミニサイズに弱体化してしまい魔王の役に立てないことから、しばらくはもりと行動することを決める。神宮寺の攻撃から上の階にいるもりを庇う、もりを脱出する神宮寺たちに任せるなど、甘いところもある
氏名不詳
監獄島に潜り込み、ルシアスを乗せていた女。司るのは「恐怖」で、拷問や死を思わせることで相手を苦しめる手を使う。獅子井のイメージするヒロインにそっくりで、監獄島脱出の際に連れ去られる。

## 書誌情報
- 津留崎優（原作）・池澤真（作画） 『異世界美少女受肉おじさんと』 小学館〈裏少年サンデーコミックス〉、既刊15巻（2025年4月17日現在）
  1. 2020年4月17日発売[8]、ISBN 978-4-09-850102-1
  2. 2020年9月18日発売[9]、ISBN 978-4-09-850254-7
  3. 2021年2月19日発売[10]、ISBN 978-4-09-850444-2
  4. 2021年5月19日発売[11]、ISBN 978-4-09-850541-8
  5. 2021年10月18日発売[12]、ISBN 978-4-09-850656-9
  6. 2022年1月19日発売[13]、ISBN 978-4-09-850778-8
  7. 2022年6月17日発売[14]、ISBN 978-4-09-851093-1
  8. 2022年11月17日発売[15]、ISBN 978-4-09-851379-6
  9. 2023年4月18日発売[16]、ISBN 978-4-09-851558-5
  10. 2023年7月19日発売[17]、ISBN 978-4-09-852545-4
  11. 2023年12月19日発売[18]、ISBN 978-4-09-853067-0
  12. 2024年4月18日発売[19]、ISBN 978-4-09-853231-5
  13. 2024年8月19日発売[20]、ISBN 978-4-09-853514-9
  14. 2024年12月19日発売[21]、ISBN 978-4-09-853787-7
  15. 2025年4月17日発売[22]、ISBN 978-4-09-854063-1

## テレビアニメ
2021年5月17日、テレビアニメ化が発表された。2022年1月から3月までテレビ東京ほかにて放送された。ナレーションは江原正士。
ユグレイン王女による反乱が収束するまでが描かれた。

### スタッフ
- 原作 - 池澤真・津留崎優/Cygames[4]
- 監督 - 山井紗也香[4]
- アニメーションスーパーバイザー - 新田典生
- シリーズ構成 - 竹内利光[4]
- キャラクター原案 - 池澤真、津留崎優
- キャラクターデザイン - 大和葵[4]
- キャラクター設定 - 岡田絵里香（第2-4話）、河野仁美（第4話-）、東海林康和（第9話-）
- 美術監督 - 長田泰治郎、原部幹大（第2、5、8、10話）、楊澤辰（第3、6、9、12話）
- 色彩設計 - 佐藤直
- 撮影監督 - 山道奈保美
- 編集 - 小守真由美
- 音響監督 - 亀山俊樹[4]
- 音楽 - 渡辺剛[4]
- 音楽制作 - ミュージックブレインズ
- エグゼクティブプロデューサー - 伊平崇耶、長谷川大介、二瓶茂人、秋間眞良（テレビ東京）、大貫佑介
- プロデューサー - 許樹人、吾田慎悟、奈良初男（テレビ東京）、間取美帆、久保佐喜代、福井詔雄
- アニメーションプロデューサー - 吉岡大輔
- アニメーション制作 - オー・エル・エム Team Yoshioka[4]
- 製作 - ファ美肉製作委員会[4]

### 主題歌
「暁のサラリーマン」
福山芳樹によるオープニングテーマ。作詞は福山恭子、作曲は福山芳樹、編曲はF-BAND。
「“FA“NTASYと！」
Luce Twinkle Wink☆によるエンディングテーマ。作詞はくまのきよみ、作曲・編曲は大久保薫。

### 各話リスト
| 話数   | サブタイトル                     | 脚本     | 絵コンテ            | 演出       | 作画監督                                                                                         | 総作画監督        | 初放送日       |
| ------ | -------------------------------- | -------- | ------------------- | ---------- | ------------------------------------------------------------------------------------------------ | ----------------- | -------------- |
| 第1話  | ファ美肉おじさんとおじさん       | 竹内利光 | 山井紗也香          | 新田典生   | 桑原麻衣 岡田絵里香                                                                              | 東海林康和 佐藤陵 | 2022年 1月12日 |
| 第2話  | ファ美肉おじさんと絶世の美貌     | 竹内利光 | 新田典生            | 洪佩妮     | 新宮祐介 スタジオギガ                                                                            | 佐藤陵            | 1月19日        |
| 第3話  | ファ美肉おじさんと怒りのエルフ   | 竹内利光 | 西田健一            | 西田健一   | 大野美葉 秋元勇一 Studio CL                                                                      | 河野仁美          | 1月26日        |
| 第4話  | ファ美肉おじさんと黒の剣士       | 赤星政尚 | 秋山朋子            | 沼山茉由   | 阿部祐里 岡田絵里香 村田誠                                                                       | 東海林康和        | 2月2日         |
| 第5話  | ファ美肉おじさんと動く鎧         | 竹内利光 | 新田典生            | 興満録助   | 荒井怜子 河野仁美                                                                                | 桑原麻衣 河野仁美 | 2月9日         |
| 第6話  | ファ美肉おじさんと自由人         | 赤星政尚 | 永島昭子            | 石井輝     | 土信田和幸 秋元勇一 高橋直樹 川口弘明 松本勝次                                                   | 佐藤陵            | 2月16日        |
| 第7話  | ファ美肉おじさんとイカファイヤー | 赤星政尚 | 大庭秀昭 永島昭子   | 大庭秀昭   | 大野美葉 山縣亜紀                                                                                | 東海林康和        | 2月23日        |
| 第8話  | ファ美肉おじさんと選択           | 竹内利光 | 秋山朋子            | 新田典生   | 門智昭 石井舞                                                                                    | 河野仁美 桑原麻衣 | 3月2日         |
| 第9話  | ファ美肉おじさんと美少女         | 赤星政尚 | 西田健一            | 西田健一   | 岡田絵里香 阿部祐里 中山裕美 村田誠                                                              | 佐藤陵            | 3月9日         |
| 第10話 | ファ美肉おじさんと反乱           | 赤星政尚 | 永島昭子            | 沼山茉由   | 渡辺一平太 上赤由香里 tofu 川本和孝 鈴木莉乃 早川元基 清水椋大 紫灯珈 中川実 福田さつき 服部未夢 | 河野仁美 桑原麻衣 | 3月16日        |
| 第11話 | ファ美肉おじさんと決戦兵器       | 竹内利光 | 新田典生            | 西田健一   | 山縣亜紀 大野美葉                                                                                | 東海林康和        | 3月23日        |
| 第12話 | 異世界美少女受肉おじさんと       | 竹内利光 | 山井紗也香 永島昭子 | 山井紗也香 | 土信田和幸 岡田絵里香 阿部祐里 佐藤陵 大野美葉 山縣亜紀                                          | 佐藤陵            | 3月30日        |

### 放送局
| 放送期間                | 放送時間                     | 放送局       | 対象地域   | 備考                                 |
| ----------------------- | ---------------------------- | ------------ | ---------- | ------------------------------------ |
| 2022年1月12日 - 3月30日 | 水曜 0:00 - 0:30（火曜深夜） | テレビ東京   | 関東広域圏 | 製作参加 / 字幕放送                  |
|                         | 水曜 1:55 - 2:25（火曜深夜） | 北海道テレビ | 北海道     |                                      |
|                         | 水曜 21:30 - 22:00           | AT-X         | 日本全域   | CS放送 / 字幕放送 / リピート放送あり |
| 2022年1月15日 - 4月2日  | 土曜 0:30 - 0:59（金曜深夜） | BSテレ東     | 日本全域   | BS/BS4K放送 / 字幕放送               |

| 配信開始日    | 配信時間                     | 配信サイト                                                                                 |
| ------------- | ---------------------------- | ------------------------------------------------------------------------------------------ |
| 2022年1月12日 | 水曜 0:30 - 1:00（火曜深夜） | ABEMA                                                                                      |
| 2022年1月14日 | 金曜 0:00（木曜深夜） 更新   | Google Play ひかりTV                                                                       |
| 2022年1月15日 | 土曜 0:00（金曜深夜） 更新   | ツイキャス バンダイチャンネル Hulu                                                         |
| 2022年1月16日 | 日曜 0:00（土曜深夜） 更新   | アニメ放題 U-NEXT                                                                          |
| 2022年1月17日 | 月曜 0:00（日曜深夜） 更新   | Amazon Prime Video auスマートパスプレミアム J:COMオンデマンド TELASA dアニメストア milplus |
| 2022年1月18日 | 火曜 0:00（月曜深夜） 更新   | AnimeFesta FOD dTV ニコニコチャンネル [ 32 ]                                               |
|               | 火曜 0:00 - 0:30（月曜深夜） | ニコニコ生放送                                                                             |
|               | 火曜 23:30 更新              | GYAO!ストア クランクイン！ビデオ DMM.com ビデオマーケット music.jp Rakuten TV              |
| 2022年1月19日 | 水曜 12:00 更新              | HAPPY!動画                                                                                 |

| テレビ東京 水曜 0:00 - 0:30（火曜深夜）                                 | テレビ東京 水曜 0:00 - 0:30（火曜深夜）                     | テレビ東京 水曜 0:00 - 0:30（火曜深夜）                        |
| 前番組                                                                  | 番組名                                                      | 次番組                                                         |
| ----------------------------------------------------------------------- | ----------------------------------------------------------- | -------------------------------------------------------------- |
| takt op.Destiny 【ここからアニメ枠】 【ここまでネットワークセールス枠】 | 異世界美少女受肉おじさんと 【本番組のみローカルセールス枠】 | BIRDIE WING -Golf Girls' Story- 【再びネットワークセールス枠】 |

### BD
| 巻 | 発売日        | 収録話         | 規格品番   |
| -- | ------------- | -------------- | ---------- |
| 1  | 2022年4月27日 | 第1話 - 第6話  | CYGX-00012 |
| 2  | 2022年5月25日 | 第7話 - 第12話 | CYGX-00013 |